# 約翰·埃文斯 (考古學家)
約翰·埃文斯爵士，或譯約翰·伊文思KCB，FRS（英語：Sir John Evans，1823年11月17日—1908年5月31日），英格蘭古文物專家、古钱币学家、史前考古學家。他有三本著作：《The Coins of the Ancient Britons》（1864）、《The Ancient Stone Implements, Weapons and Ornaments of Great Britain》（1872）和《The Ancient Bronze Implements, Weapons and Ornaments of Great Britain and Ireland》（1881）。